# Corey Pavin
Corey Allen Pavin (Oxnard, 16 novembre 1959) è un golfista statunitense.
Tra il 1986 e il 1997 è stato per 150 settimane tra i primi 10 giocatori della classifica dell'Official World Golf Rankings.
Nel 1995 ha vinto il suo unico torneo Major, affermandosi nello U.S. Open.
Complessivamente in carriera ha vinto 27 tornei.